# Gooik
Gooik es un municipio belga perteneciente a la provincia de Brabante Flamenco, en el arrondissement de Halle-Vilvoorde.
A 1 de enero de 2018 tiene, 9236 habitantes. Comprende cuatro deelgemeentes: Gooik, Kester, Leerbeek y Oetingen.
Se sitúa en torno a la carretera N28, a medio camino entre Halle y Ninove. La carretera N282 conecta el municipio con Bruselas a través de Anderlecht.
Aquí tienen lugar las carreras ciclistas Gooikse Pijl y Gooik-Geraardsbergen-Gooik.

## Deelgemeentes
Comprende los siguientes cuatro deelgemeentes:
| Nombre   | Superficie (km²) | Población 01/01/2015 | Densidad de población (hab./km²) |
| -------- | ---------------- | -------------------- | -------------------------------- |
| Gooik    | 17,07            | 4045                 | 237                              |
| Oetingen | 7,45             | 2127                 | 286                              |
| Kester   | 10,88            | 1809                 | 166                              |
| Leerbeek | 4,27             | 1236                 | 289                              |

## Demografía

### Evolución
Todos los datos históricos relativos al actual municipio, el siguiente gráfico refleja su evolución demográfica, incluyendo municipios después de efectuada la fusión el 1 de enero de 1977.
| Gráfica de evolución demográfica de Gooik entre 1846 y 2020 |
|                                                             |